# Platorish flavitarsis
Platorish flavitarsis is een spinnensoort uit de familie Trochanteriidae. De soort komt voor in New South Wales en Victoria.